# Marie Scheublé
 (avril 2011).
Si vous disposez d'ouvrages ou d'articles de référence ou si vous connaissez des sites web de qualité traitant du thème abordé ici, merci de compléter l'article en donnant les références utiles à sa vérifiabilité et en les liant à la section « Notes et références ».
Marie Scheublé est une violoniste française née en 1974.

## Biographie
Marie Scheublé commence ses études de violon à l’âge de 5 ans au conservatoire de musique de Villemomble où elle réside, puis devient élève de Gérard Poulet à 9 ans. Elle remporte le Premier prix de musique de chambre à 16 ans, suivi du Premier prix de violon au Conservatoire national supérieur de musique de Paris. Elle suit les masterclasses de Zakhar Bron, Franco Gulli, Yehudi Menuhin, Giorgio Ferrari. À 18 ans, elle remporte le Premier prix du Concours international Yehudi Menuhin devant un jury composé de Lord Menuhin, Gidon Kremer, Vladimir Spivakov, Zakhar Bron, Bruno Monsaingeon et Maurizio Fuks.
Elle est connue pour ses interprétations du répertoire post-romantique, notamment pour son interprétation du concerto pour violon en ré mineur op. 47 de Jean Sibelius.
Elle apparaît dans le documentaire Une leçon particulière avec Gérard Poulet (réalisé par Catherine Zins en 1991), interprétant notamment ce même concerto.

## Discographie
- 1996 : Sibelius par Marie Scheublé : concerto pour violon op. 47, légende pour orchestre n°1 op. 22, Pièce pour violon et orchestre op. 77 (Arion);
- 1995 : Chostakovitch : concertos pour violon n°1 et 2 (Arion).